# هجوم ساحة تيان آن من 2013
في 28 أكتوبر 2013، تحطمت سيارة في ميدان تيان آن من في بكين العاصمة الصينية، فيما وصفته الشرطة بأنه هجوم «إرهابي انتحاري». توفي خمسة أشخاص في الحادث. ثلاثة داخل السيارة واثنين آخرين في مكان قريب. وحددت الشرطة السائق عثمان حسن والراكبين هما زوجته جولكيز جيني ووالدته كووانهان رييم. وأصيب 38 شخصًا آخر.
ووصفته الشرطة الصينية بأنه «حادث كبير»، وأول «هجوم إرهابي» في تاريخ بكين الحديث. وأعلن الحزب الإسلامي التركستاني مسؤوليته عن الحادث وحذر من هجمات في المستقبل.

## الحادث
تحطمت سيارة رياضية متعددة الأغراض 4x4 وسط حشد واشتعلت فيها النيران بالقرب من صورة ماو تسي تونغ في ساحة تيان آن من. وقُتل الأشخاص الثلاثة الذين كانوا بداخل السيارة، بالإضافة إلى سائحين في الساحة، وامرأة فلبينية والآخر مواطن صيني من مقاطعة غوانغدونغ. وأُصيب 38 شخصًا.